# France Ô
France Ô (pronunciada(o) [fʁɑ̃s o]) é uma rede de televisão pública francesa com programação dos departamentos franceses ultramarinos e coletividades na França metropolitana. Faz parte do grupo France Télévisions. Sua contraparte no exterior é Outre-Mer 1ère.
Está disponível através de TV a cabo, satélite, ADSL e televisão digital terrestre.
Anteriormente conhecido como RFO Sat, o canal transmitia originalmente apenas 9 horas por dia. Foi batizado de France Ô em 2004, a fim de mostrar melhor que fazia parte do grupo France Télévisions. O "O" significa Outre-mer (no exterior), e o sotaque mostra que o canal foi aberto a todos os sotaques e dialetos do mundo, mas também garante que o nome do canal não seja lido como France 0 ("France zéro").
O canal tornou-se disponível em territórios ultramarinos em novembro de 2010, substituindo o Tempo operado pelo RFO.

## História
A RFO Sat começou a transmitir em 25 de março de 1998. Posteriormente, foi renomeada France Ô em 2004, quando se juntou ao grupo France Télévisions.

### RFO Sat (1998-2005)
A RFO Sat foi criada em 25 de março de 1998 por Jean-Marie Cavada, o então presidente da RFO, para oferecer aos franceses das regiões ultramarinas que vivem na França metropolitana para suas regiões.